# بيل ماكدونالد (لاعب كرة قدم أسترالية)
بيل ماكدونالد (بالإنجليزية: Bill MacDonald)‏ هو لاعب كرة قدم أسترالية أسترالي، ولد في 7 مارس 1906، وتوفي في 24 يوليو 1973.

## وصلات خارجية
- بيل ماكدونالد على موقع AustralianFootball.com (الإنجليزية)
- بيل ماكدونالد على موقع AFLtables.com (الإنجليزية)